# جامعة توزلا
جامعة توزلا (بالبوسنية: Univerzitet u Tuzli) هي جامعة حكومية تقع في مدينة توزلا في البوسنة والهرسك، تأسست الجامعة في عام 1958، وأصبحت جامعة معتمدة في عام 1976.

## التاريخ
كانت أول منشأه تعليمية تُنشأ في الجامعة هي مدرسة التعدين وذلك عام 1958، ثم تبعها تأسيس كلية الهندسة الكيميائية في عام 1959 وكانت هذه الكلية هي الكلية الأولى التي تفتتحها جامعة سراييفو خارج العاصمة، وقد تحولت مدرسة التعدين إلى كلية التعدين في عام 1960، ثم توالى إنشاء الكليات حتى تم أصبخت الجامعة مؤسسة تعليمية مستقلة في عام 1976.

## الكليات
- المدرسة الطبية (أربع سنوات دراسة).
- كلية إدارة الأعمال.
- أكاديمية الدراما.
- كلية الحقوق.
- كلية التربية والتأهيل.
- كلية الاقتصاد.
- كلية الهندسة الكهربائية.
- كلية الهندسة الميكانيكية.
- كلية الهندسة الكيميائية والتكنولوجيا الحيوية.
- كلية التعدين والجيولوجيا والهندسة المدنية.
- كلية الطب (ست سنوات دراسة).
- كلية العلوم الطبيعية والرياضيات.
- كلية الفلسفة.
- كلية الصيدلة.
- كلية التربية البدنية والرياضة.

## وصلات خارجية
- الموقع الرسمي